# Fritz Schlotterbeck
Fritz Schlotterbeck (* 1876; † 1940) war ein deutscher Chemiker.
Schlotterbeck wurde 1902 in Tübingen in Chemie promoviert (Dissertation:  Über das Anilin-azo-acetylaceton und seine Abkömmlinge. Ein Beitrag zur Kenntnis der "Gemischten Azoverbindungen"). 1903/04 war er in Berlin bei Emil Fischer, mit dem er über die Umwandlung von Sorbinsäure in eine Aminosäure publizierte. Von 1903 bis 1915 war er Privatdozent in Würzburg. 1915 bis 1935 leitete er die Chemische Fabrik Stockhausen in Krefeld. 1935 bis 1940 war er in der Forstschule Tharandt (Institut für Pflanzenchemie) tätig.
Er ist einer derjenigen, nach denen die Büchner-Curtius-Schlotterbeck-Reaktion benannt ist, mit der er sich 1907 befasste.